# Црковец
Црковец је насељено место у саставу града Лепоглаве у Вараждинској жупанији, Хрватска. До територијалне реорганизације у Хрватској налазио се у саставу старе општине Иванец.

## Становништво
На попису становништва 2011. године, Црковец је имао 188 становника.

## Попис1991.
На попису становништва 1991. године, насељено место Црковец је имало 272 становника, следећег националног састава:
| Попис 1991.‍ | Попис 1991.‍ | Попис 1991.‍ | Попис 1991.‍ | Попис 1991.‍ |
| ----------- | ----------- | ----------- | ----------- | ----------- |
|             |             |             |             |             |
| Хрвати      | Хрвати      |             | 271         | 99,63%      |
| Словенци    | Словенци    |             | 1           | 0,36%       |
| укупно: 272 |             |             |             |             |